# Prix du Quai des Orfèvres
Prix du Quai des Orfèvres je francouzská literární cena za nejlepší kriminální román roku, udělovaná od roku 1946 porotou složenou z policistů, soudců a novinářů, která posuzuje anonymní texty. Předsedou poroty je policejní prefekt.
Jméno ceny je odvozeno od adresy Policejní prefektury v Paříži, které na tomto nábřeží (Quai des Orfèvres – Zlatnické nábřeží) sídlí.
Vítězné dílo je následně vydáno (nakladatelství Hachette v letech 1951–1965, nakladatelství Arthème Fayard od roku 1966) v nákladu minimálně 50 000 výtisků.

## Nositelé ceny
Cena nebyla udělena v letech 1950, 1955, 1961 a 1973.
- 1946: Jacques Levert, za Le Singe rouge
- 1947: Jean Le Hallier, za Un certain monsieur...
- 1948: Yves Fougères, za Nuit et brouillard
- 1949: Francis Didelot, za L'Assassin au clair de lune
- 1951: Maurice Debroka, za Opération Magali
- 1952: Saint Gilles, za Ne tirez pas sur l'inspecteur
- 1953: Cécil Saint-Laurent, za Sophie et le crime
- 1954: Alain Serdac & Jean Maurinay, za Sans effusion de sang
- 1956: Noël Calef, za Échec au porteur
- 1957: Louis C. Thomas, za Poison d'Avril
- 1958: André Gillois, za 125, rue Montmartre
- 1959: Jean Marcillac, za On ne tue pas pour s'amuser
- 1960: Rémy, za Le Monocle noir
- 1962: Micheline Sandrel, za Dix millions de témoins
- 1963: Roland Pidoux, za On y va, patron?
- 1964: Jean-François Vignat, za Vertige en eau profonde
- 1965: Paul Drieux, za Archives interdites
- 1966: Julien Clay, za Du sang sur le grand livre
- 1967: H.L. Dugall, za La Porte d'or
- 1968: Bernard-Paul Lallier, za Le Saut de l'ange
- 1969: Christian Charrière, za Dites-le avec des fleurs
- 1970: Henry Chardot, za le Crime du vendredi saint
- 1971: André Friederich, za Un mur de 500 briques
- 1972: Pierre-Martin Perreaut, za Trop, c'est trop!
- 1974: Michel Ressi, za La Mort du bois de Saint-Ixe
- 1975: Bernard Matignon, za Une mort qui fait du bruit
- 1976: Serge Montigny, za Une fleur pour mourir
- 1977: Jacquemard-Sénécal, za Le Crime de la maison Grün
- 1978: Pierre Magnan, za Le Sang des Atrides
- 1979: Julien Vartet, za Le Déjeuner interrompu
- 1980: Denis Lacombe, za Dans le creux de la main
- 1981: Michel Dansel, za De la part de Barbara
- 1982: Hélène Pasquier, za Coup double
- 1983: Maurice Périsset, za Périls en la demeure
- 1984: Jean Lamborelle, za On écrase bien les vipères
- 1985: Roger Labrusse, za Les Crimes du Bon Dieu
- 1986: Michel de Roy, za Sûreté urbaine
- 1987: Nicole Buffetaut, za Le Mystère des petits lavoirs
- 1988: Yves Fougères, za Un agent très secret
- 1989: Godefroy Hofer, za Plongée de nuit
- 1990: Suzanne Le Viguelloux, za La Mort au noir
- 1991: Frédéric Hoë, za Crimes en trompe l'œil
- 1992: Louis-Marie Brézac, za Razzia sur l'antique
- 1993: Gérard Delteil, za Pièces détachées
- 1994: Jean-Louis Viot, za Une belle garce
- 1995: Michel Gastine, za Quai de la Rapée
- 1996: Gilbert Schlogel, za Rage de flic
- 1997: Roger Le Taillanter, za Heures d'angoisse
- 1998: Michel Sibra, za La Danse du soleil
- 1999: André Delabarre, za Du sang sur les roses
- 2000: André Arnaud, za Pierres de sang
- 2001: Guy Langlois, za Le fond de l'âme effraie
- 2002: André Klopmann, pour Crève l'écran
- 2003: Jérôme Jarrige, za Le bandit n'était pas manchot
- 2004: Sylvie M. Jema, za Les Sarments d'Hippocrate
- 2005: Jules Grasset, za Les Violons du diable
- 2006: Christelle Maurin, za L'Ombre du soleil
- 2007: Frédérique Molay, za La 7e femme
- 2008: P.J. Lambert, za Le vengeur des catacombes
- 2009: Christophe Guillaumot, za Chasse à l'homme
- 2010: Gilbert Gallerne, za Au pays des ombres
- 2011: Claude Ragon, za Du bois pour les cercueils
- 2012: Pierre Borromée, za L'hermine était pourpre
- 2013: Danielle Thiéry, za Des clous dans le cœur
- 2014: Hervé Jourdain, za Le Sang de la trahison
- 2015: Maryse Rivière, za Tromper la mort
- 2016: Lionel Olivier, za Le crime était signé
- 2017: Pierre Pouchairet, za Mortels Trafics
- 2018: Sylvain Forge, za Tension extrême[1]
- 2019: Paul Merault, za Le Cercle des impunis[2]
- 2020: Alexandre Galien, za Les Cicatrices de la nuit[3]
- 2021: Christophe Gavat, za Cap Canaille[4]
- 2022: Véronique de Haasová, za La Muse rouge[5]
- 2023: Jean-François Pasques, za Fils de personne[6]